# Austrägalgerichtsbarkeit
Unter Austrägalgerichtsbarkeit (latinisiert zu Austrag) verstand man im deutschsprachigen Raum seit dem 14. Jahrhundert eine Form der  Schiedsgerichtsbarkeit, die für die Entscheidung von zivilen Rechtsstreitigkeiten zwischen geistlichen und weltlichen Reichsfürsten, freien Städten und Reichsrittern zuständig war.

## Gerichtswesen
Als Instanz der gütlichen Rechtsprechung zwischen gleichrangigen souveränen Territorien, allerdings innerhalb eines gemeinsamen territorialen Geltungsbereiches, war die Austrägalgerichtsbarkeit spätestens seit der Frühen Neuzeit und der mit ihr einhergehenden Entwicklung des modernen Nationalstaates als vertikal-autoritär gegliederter Rechtseinheit ein Spezifikum des Heiligen Römischen Reiches mit seiner Vielzahl souveräner und halbsouveräner Territorien, denen gegenüber der Kaiser keine Herrschaftsgewalt besaß.
Nach dem Wiener Kongress (1814–1815) regelte eine erneuerte Austrägalgerichtsbarkeit Rechtsstreitigkeiten zwischen den nunmehr verbliebenen Gliedstaaten des Deutschen Bundes; dass indessen dieses Institut vor dem Horizont der großen Politik letztlich versagte, zeigt die Geschichte des preußisch-österreichischen Dualismus. Auch den Standesherren – also den ehemals reichsunmittelbaren, seit dem Jahr 1803 (Reichsdeputationshauptschluss) aber schrittweise mediatisierten Reichsfürsten und -grafen – wurde ein Anspruch auf die Austrägalgerichtsbarkeit (in der Regel aber nur in Zivilsachen) gegenüber den souveränen Staaten eingeräumt, der ihre wenigstens nominelle Ebenbürtigkeit mit ihren ehemaligen Kollegen unterstreichen sollte, vor allem aber die privilegierte soziale Stellung begründete, die sie in Deutschland bis 1918 genossen. Sie durften als Parteien ihre eigenen Richter berufen.